# قاعدة ضعيفة

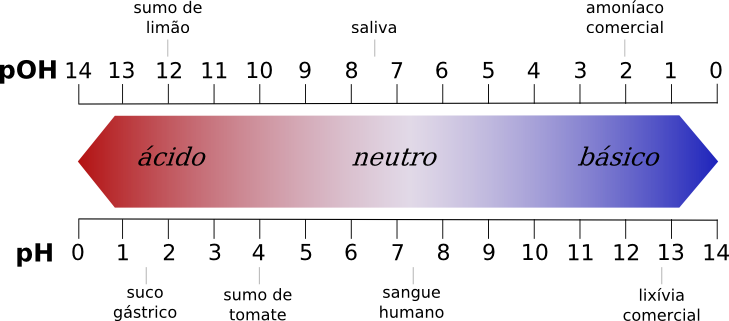

في الكيمياء، يعرف القلوي الضعيف بأنه المادة القلوية التي لا تتأين بشكل كامل في محلولها المائي، وكما أن قلويات برونستد – لوري تعتبر مستقبلات للبروتونات، فيمكن تعريف القلوي الضعيف أيضاً بأنه المادة القلوية التي تكون فيها عملية إضافة البروتونات غير كاملة. وهذا بدوره يؤدي إلى تقليل قيمة pH مقارنة بالقلويات القوية. تتدرج القلويات من pH أعلى من 7 (7 يكون متعادلاً، مثل الماء المقطر) إلى 14 (مع وجود بعض القلويات ذات pH أعلى من 14). ويمكن احتساب قيمة pH من خلال المعادلة:
{\displaystyle {\mbox{pH}}=-\log _{10}\left[{\mbox{H}}^{+}\right]}

## الشرح
بما أن القلويات مستقبلات للبروتونات، يستقبل القلوي أيونهيدروجين من الماء، H2O وما يتبقى من تركيز H+ في المحلول يحدد أس هيدروجيني للمحلول، ويكون تركيز H+ في القلويات الضعيفة عالياً لأنها تستقبل بروتونات أقل من القلويات القوية، مسبباً بقاء كمية أكبر من أيونات الهيدروجين في المحلول.
عادة ما يستخدم تركيز OH- لحساب pOH أولاً ثم عن طريق pOH يتم حساب pH للمحلول. السبب في استخدام هذه الطريقة هو أن تركيز H+ لا يدخل في التفاعل بينما يدخل تركيز OH- في التفاعل.
{\displaystyle {\mbox{pOH}}=-\log _{10}\left[{\mbox{OH}}^{-}\right]}
وبضرب تركيز الحمض القرين (مثل NH4+ ) والقلوي القرين مثل (NH3) نحصل على ما يلي:
```

  

    

      

        

          
K

          

            
a

          

        

        
×

        

          
K

          

            
b

          

        

        
=

        

          

            

              
[

              

                
H

                

                  
3

                

              

              

                
O

                

                  
+

                

              

              
]

              
[

              
N

              

                
H

                

                  
3

                

              

              
]

            

            

              
[

              
N

              

                
H

                

                  
4

                

                

                  
+

                

              

              
]

            

          

        

        
×

        

          

            

              
[

              
N

              

                
H

                

                  
4

                

                

                  
+

                

              

              
]

              
[

              
O

              

                
H

                

                  
−

                

              

              
]

            

            

              
[

              
N

              

                
H

                

                  
3

                

              

              
]

            

          

        

        
=

        
[

        

          
H

          

            
3

          

        

        

          
O

          

            
+

          

        

        
]

        
[

        
O

        

          
H

          

            
−

          

        

        
]

      

    

    
{\displaystyle K_{a}\times K_{b}={[H_{3}O^{+}][NH_{3}] \over [NH_{4}^{+}]}\times {[NH_{4}^{+}][OH^{-}] \over [NH_{3}]}=[H_{3}O^{+}][OH^{-}]}

  

```

وبما أن {\displaystyle {K_{w}}=[H_{3}O^{+}][OH^{-}]} فإن {\displaystyle K_{a}\times K_{b}=K_{w}}
وبأخذ اللوغاريتم لجانبي المعادلة نحصل على ما يلي:
```

  

    

      

        
l

        
o

        
g

        

          
K

          

            
a

          

        

        
+

        
l

        
o

        
g

        

          
K

          

            
b

          

        

        
=

        
l

        
o

        
g

        

          
K

          

            
w

          

        

      

    

    
{\displaystyle logK_{a}+logK_{b}=logK_{w}}

  

```

وأخيراً، نضرب طرفي المعادلة بـ -1 لنحصل على:
```

  

    

      

        
p

        

          
K

          

            
a

          

        

        
+

        
p

        

          
K

          

            
b

          

        

        
=

        
p

        

          
K

          

            
w

          

        

        
=

        
14.00

      

    

    
{\displaystyle pK_{a}+pK_{b}=pK_{w}=14.00}

  

```

وبعد الحصول على pOH من المعادلة السابقة، يمكن احتساب قيمة pH عن طريق المعادلة pH = pKw - pOH حيث pKw = 14.00
تعاني القلويات الضعيفة توازناً كيميائياً كما هو الحال في الحوامض الضعيفة، ويستخدم ثابت التأين القلوي (Kb) أو (ثابت التحلل القلوي) لتقدير قوة القلوي، فعل سبيل المثال عند إضافة الأمونيا إلى في الماء، نحصل على ما يلي:
{\displaystyle \mathrm {K_{b}={[NH_{4}^{+}][OH^{-}] \over [NH_{3}]}} }
القلويات التي لها ثابت تأين عال تكون أكثر تأيناً في محاليلها المائية وتكون قلويات قوية.
NaOH (صلب) (هيدروكسيد الصوديوم مادة قلوية أقوى من (CH3CH2)2NH) (سائل) (ثنائي اثيلامين) والذي هو بدوره أقوى من (NH3) (غاز) الأمونيا، وكلما ضعفت القلويات كلما قل ثابت تأينها.

## أمثلة
- الألانين C3H7NO2

- الأمونيا NH3

- مثيل أمين

- البريدين